# Ocellularia bullata
Ocellularia bullata är en lavart som beskrevs av Mason Ellsworth Hale 1978. 
Ocellularia bullata ingår i släktet Ocellularia och familjen Thelotremataceae. Inga underarter finns listade i Catalogue of Life.